# Дойс-Ірманос (район Ресіфі)
Дойс-Ірманос (порт. Dois Irmãos) — район міста Ресіфі, штат Пернамбуку, Бразилія. Район межує з районами Сітіу-дус-Пінтус, Кашанга, Апіпукус, Коррегу-ду-Женіпапу і Гуабіраба та з муніципалететом Камаражібі.
Територія району колись входила до складу плантації Апіпукус, що належала братам Антоніу Лінсу Калдасу і Томасу Лінсу Калдасу, від яких й виникла назва сучасного району — порт. dois irmãos — «два брати».
На території району знаходяться такі відомі об'єкти:
- Парк Дойс-Ірманос — зооботанічний сад
- Водосховище Прата, джерело першого водопроводу міста
- Фармацевтична лабораторія штату Пернамбуку (LAFEPE)
- Федеральний сільський університет Пернамбуку (UFRPE)

## Ресурси Інтернету
- Мапа району

| Бразилія | Це незавершена стаття з географії Бразилії. Ви можете допомогти проєкту, виправивши або дописавши її. |